# Белотрби љускавац
Белотрби љускавац (лат. Phataginus tricuspis, енгл. white-bellied pangolin) је сисар из реда љускаваца и породице Manidae. 

## Распрострањење
Врста има станиште у Анголи, Бенину, Габону, Гани, ДР Конгу, Екваторијалној Гвинеји, Замбији, Камеруну, Кенији, Либерији, Нигерији, Конгу, Обали Слоноваче, Руанди, Сијера Леонеу, Судану, Танзанији, Тогу, Уганди и Централноафричкој Републици.

## Станиште
Белотрби љускавац има станиште на копну.

## Начин живота
Женка обично окоти по једно младунче. Исхрана белотрбог љускавца укључује мраве. 

## Угроженост
Ова врста је на нижем степену опасности од изумирања, и сматра се скоро угроженим таксоном.

### Популациони тренд
Популација ове врсте се смањује, судећи по расположивим подацима.